# زیردریایی کازان (کلاس یازن)
زیردریایی کازان (کلاس یازن) (به انگلیسی: Russian submarine Kazan (Yasen class)) یک زیردریایی است که طول آن 120 m می‌باشد.